# Ferrari 812 Superfast
La Ferrari 812 Superfast (nome in codice F152M) è un'automobile gran turismo-berlinetta ad alte prestazioni prodotta dalla casa automobilistica italiana Ferrari dal 2017.

## Nome
Il nome 812 Superfast è composto dalla dicitura 8 che sta a identificare gli 800 CV del motore, 12 per i cilindri dello stesso e Superfast per richiamare l'antenata Ferrari 500 Superfast del 1964.

## Profilo e contesto

### Esordio e design
Presentata all'87º Salone dell'automobile di Ginevra nel marzo 2017 ed erede della Ferrari F12 berlinetta, è frutto (come le contemporanee 488 GTB e GTC4 Lusso) di un'evoluzione stilistica, tecnica e concettuale rispetto alla vettura che sostituisce. All'anteriore si notano i fari a LED e sono presenti delle prese d'aria sul cofano motore, mentre al posteriore si notano le quattro luci di coda circolari poste parallelamente ai quattro terminali di scarico e un diffusore in tinta con la carrozzeria. La carrozzeria presenta una tinta specifica per questo modello denominata Rosso Settanta Anni, realizzata per celebrare la ricorrenza dell'omonima casa.
La 812 Superfast è stata progettata e sviluppata presso il Centro Stile Ferrari situato a Maranello. Il design è ispirato alla F12 Berlinetta, anche se prende alcuni spunti stilistici dalla GTC4 Lusso; la volumetria e la parte posteriore della berlinetta riprende alcuni canoni estetici della 365 Daytona con una coda rastremata in stile fastback.

### Motore e meccanica
È dotata del motore denominato F140 GA, un V12 da 65° con cilindrata maggiorata a 6,5 litri (6496 cm³) per incrementarne le prestazioni, con potenza di 800 CV a 8500 giri/min e una coppia di 718 Nm a 7000 giri/min, con una configurazione berlinetta-coupé a motore anteriore e trazione posteriore; lo scatto da 0 a 100 km/h è coperto in 2,9 secondi e la velocità massima è di oltre 350 km/h, provato da alcuni video presenti in rete. Per incrementare la potenza senza ausilio di sistemi di turbocompressione, i tecnici della casa modenese sono intervenuti sul sistema di iniezione diretta che, grazie a condotti di aspirazione a geometria variabile, derivati da quelli usati nelle vetture di F1 aspirate del passato, con una pressione di iniezione pari a 350 bar, permette di avere una maggiore fluidità di erogazione dell'unità a tutti i regimi di rotazione.
Anche dal punto di vista dell'aerodinamica presenta numerose novità, con prese d'aria maggiorate per favorire l'afflusso d'aria al motore e ai freni, convogliatori posteriori e appendici aerodinamiche per aumentare la deportanza. Presenta inoltre la tecnologia "Passo Corto Virtuale", che garantisce una maggior stabilità e controllo in fase di marcia attraverso un sistema di sterzata sulle quattro ruote; queste ultime poggiano su cerchi da 20" e hanno una misura rispettivamente all'avantreno di 275/35 e al retrotreno di 315/35.

## Scheda tecnica

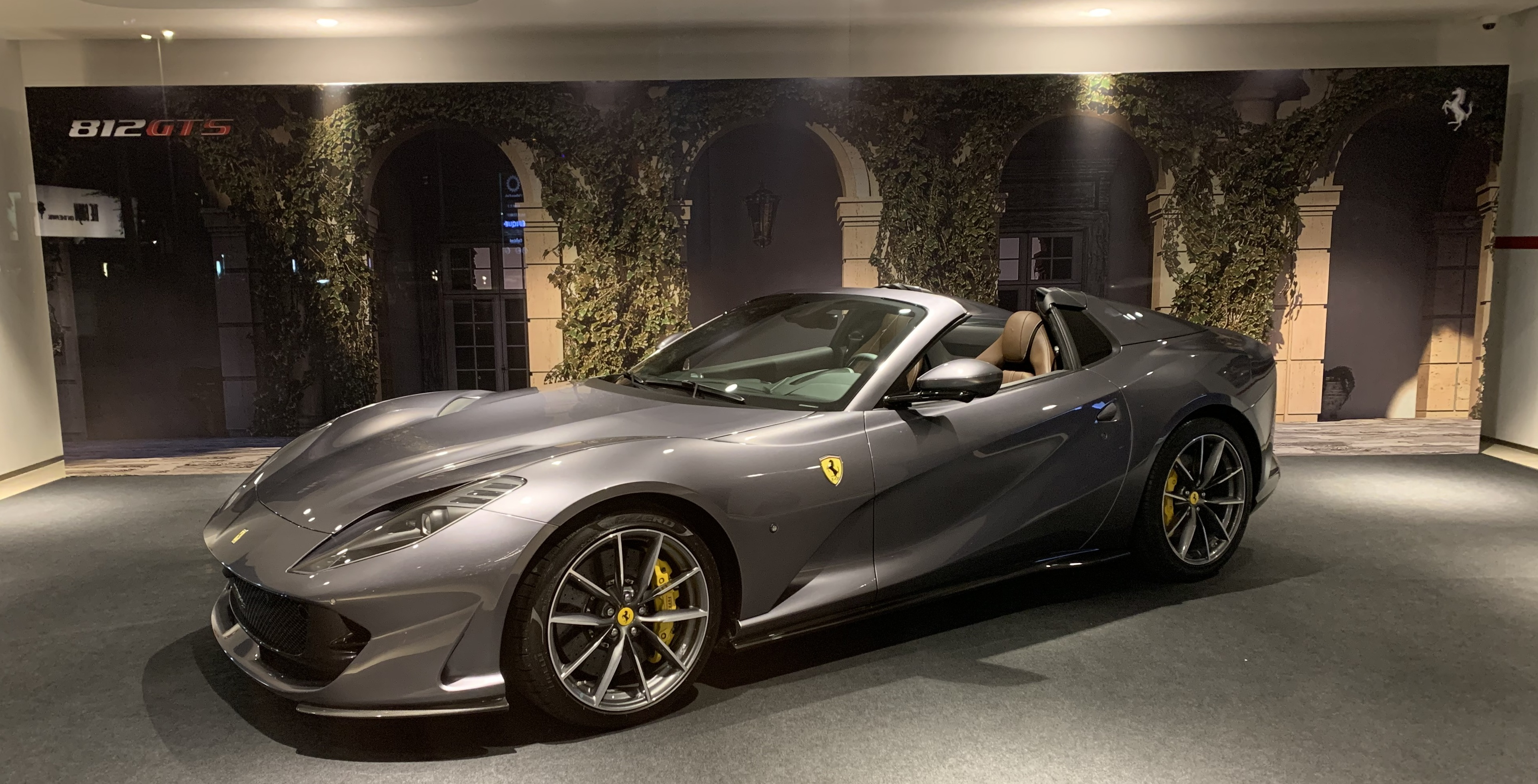
La 812 GTS

| Caratteristiche tecniche - Ferrari 812 Superfast        | Caratteristiche tecniche - Ferrari 812 Superfast                                                                                      | Caratteristiche tecniche - Ferrari 812 Superfast                                                                                      | Caratteristiche tecniche - Ferrari 812 Superfast                                                                                      | Caratteristiche tecniche - Ferrari 812 Superfast                                                                                      | Caratteristiche tecniche - Ferrari 812 Superfast                                                                                      |
| ------------------------------------------------------- | --- | --- | --- | --- | --- |
|                                                         | | | | | |
| Configurazione                                          | | | | | |
| Carrozzeria: Berlinetta                                 | Carrozzeria: Berlinetta | Posizione motore: anteriore-centrale                                                                                                  | Posizione motore: anteriore-centrale                                                                                                  | Trazione: posteriore | Trazione: posteriore |
| Dimensioni e pesi                                       | | | | | |
| Ingombri (lungh.×largh.×alt. in mm): 4657 × 1971 × 1276 | Ingombri (lungh.×largh.×alt. in mm): 4657 × 1971 × 1276                                                                               | Ingombri (lungh.×largh.×alt. in mm): 4657 × 1971 × 1276                                                                               | Ingombri (lungh.×largh.×alt. in mm): 4657 × 1971 × 1276                                                                               | Diametro minimo sterzata: | Diametro minimo sterzata: |
| Interasse: 2720 mm                                      | Interasse: 2720 mm | Carreggiate: anteriore ? - posteriore ? mm                                                                                            | Carreggiate: anteriore ? - posteriore ? mm                                                                                            | Altezza minima da terra: | Altezza minima da terra: |
| Posti totali: 2                                         | Posti totali: 2 | Bagagliaio: 320 l | Bagagliaio: 320 l | Serbatoio: 92 l | Serbatoio: 92 l |
| Masse                                                   | a vuoto: (con contenuti di alleggerimento opzionali) 1525 kg / in ordine di marcia: (distribuzione dei pesi: 47% ant. - 53% post.) kg | a vuoto: (con contenuti di alleggerimento opzionali) 1525 kg / in ordine di marcia: (distribuzione dei pesi: 47% ant. - 53% post.) kg | a vuoto: (con contenuti di alleggerimento opzionali) 1525 kg / in ordine di marcia: (distribuzione dei pesi: 47% ant. - 53% post.) kg | a vuoto: (con contenuti di alleggerimento opzionali) 1525 kg / in ordine di marcia: (distribuzione dei pesi: 47% ant. - 53% post.) kg | a vuoto: (con contenuti di alleggerimento opzionali) 1525 kg / in ordine di marcia: (distribuzione dei pesi: 47% ant. - 53% post.) kg |
| Meccanica                                               | | | | | |
| Tipo motore: 12 cilindri a V di 65°                     | Tipo motore: 12 cilindri a V di 65°                                                                                                   | Tipo motore: 12 cilindri a V di 65°                                                                                                   | Cilindrata: 6.496 cm³ | Cilindrata: 6.496 cm³ | Cilindrata: 6.496 cm³ |
| Distribuzione:                                          | Distribuzione: | Distribuzione: | Alimentazione: iniezione diretta | Alimentazione: iniezione diretta | Alimentazione: iniezione diretta |
| Prestazioni motore                                      | Potenza: 588 kW (800 CV) a 8500 giri al minuto (Potenza specifica: 123 CV/L) / Coppia: 718 Nm a 7000 giri al minuto                   | Potenza: 588 kW (800 CV) a 8500 giri al minuto (Potenza specifica: 123 CV/L) / Coppia: 718 Nm a 7000 giri al minuto                   | Potenza: 588 kW (800 CV) a 8500 giri al minuto (Potenza specifica: 123 CV/L) / Coppia: 718 Nm a 7000 giri al minuto                   | Potenza: 588 kW (800 CV) a 8500 giri al minuto (Potenza specifica: 123 CV/L) / Coppia: 718 Nm a 7000 giri al minuto                   | Potenza: 588 kW (800 CV) a 8500 giri al minuto (Potenza specifica: 123 CV/L) / Coppia: 718 Nm a 7000 giri al minuto                   |
| Telaio                                                  | | | | | |
| Corpo vettura                                           | Alluminio | Alluminio | Alluminio | Alluminio | Alluminio |
| Prestazioni dichiarate                                  | | | | | |
| Velocità: >340 km/h                                     | Velocità: >340 km/h | Velocità: >340 km/h | Accelerazione: 0-100 km/h in 2,9 s | Accelerazione: 0-100 km/h in 2,9 s | Accelerazione: 0-100 km/h in 2,9 s |
| Consumi                                                 | (con allestimento HELE) 14,9 L/100 km                                                                                                 | (con allestimento HELE) 14,9 L/100 km                                                                                                 | (con allestimento HELE) 14,9 L/100 km                                                                                                 | (con allestimento HELE) 14,9 L/100 km                                                                                                 | (con allestimento HELE) 14,9 L/100 km                                                                                                 |
| Omologazione: Euro 5                                    | Omologazione: Euro 5 | Omologazione: Euro 5 | Emissioni CO2: (con allestimento HELE) 340                                                                                            | Emissioni CO2: (con allestimento HELE) 340                                                                                            | Emissioni CO2: (con allestimento HELE) 340                                                                                            |
| Fonte dei dati:                                         | | | | | |

## Altre versioni

### Ferrari 812 GTS
A settembre 2019 è stata presentata la versione spider della berlinetta. La sigla sta per Gran Turismo Spider e tecnicamente è una cabrio coupé ovvero ha il tettuccio rigido in metallo ripiegabile elettronicamente nel bagagliaio, detto RHT "Retractable HardTop". Pur avendo 75 kg di peso in più (dovuto proprio al sistema del tetto), conserva le stesse prestazioni della 812. Con questo modello la Ferrari torna a fare una spider V12 di serie 50 anni dopo la Spider Daytona.

### Ferrari 812 Competizione
Nel 2021 viene presentata la 812 Competizione (codice interno F152M VS), più potente di 30 cavalli, più leggera di circa 38 kg e con soluzioni aerodinamiche più estreme; in modo analogo a quanto fatto con la Ferrari F12berlinetta che diede vita alla Ferrari F12tdf della quale questa 812 Competizione è l’erede. 
La vettura è dotata di tutte e 4 le ruote sterzanti in modo indipendente: soluzione che permette anche alle ruote posteriori, oltre che a quelle anteriori, di regolare il raggio di sterzata in modo autonomo durante gli inserimenti in curva e le ripartenze. L'elettronica quindi interviene su ogni singola ruota, che sterza in modo totalmente svincolato dalle altre tre. 

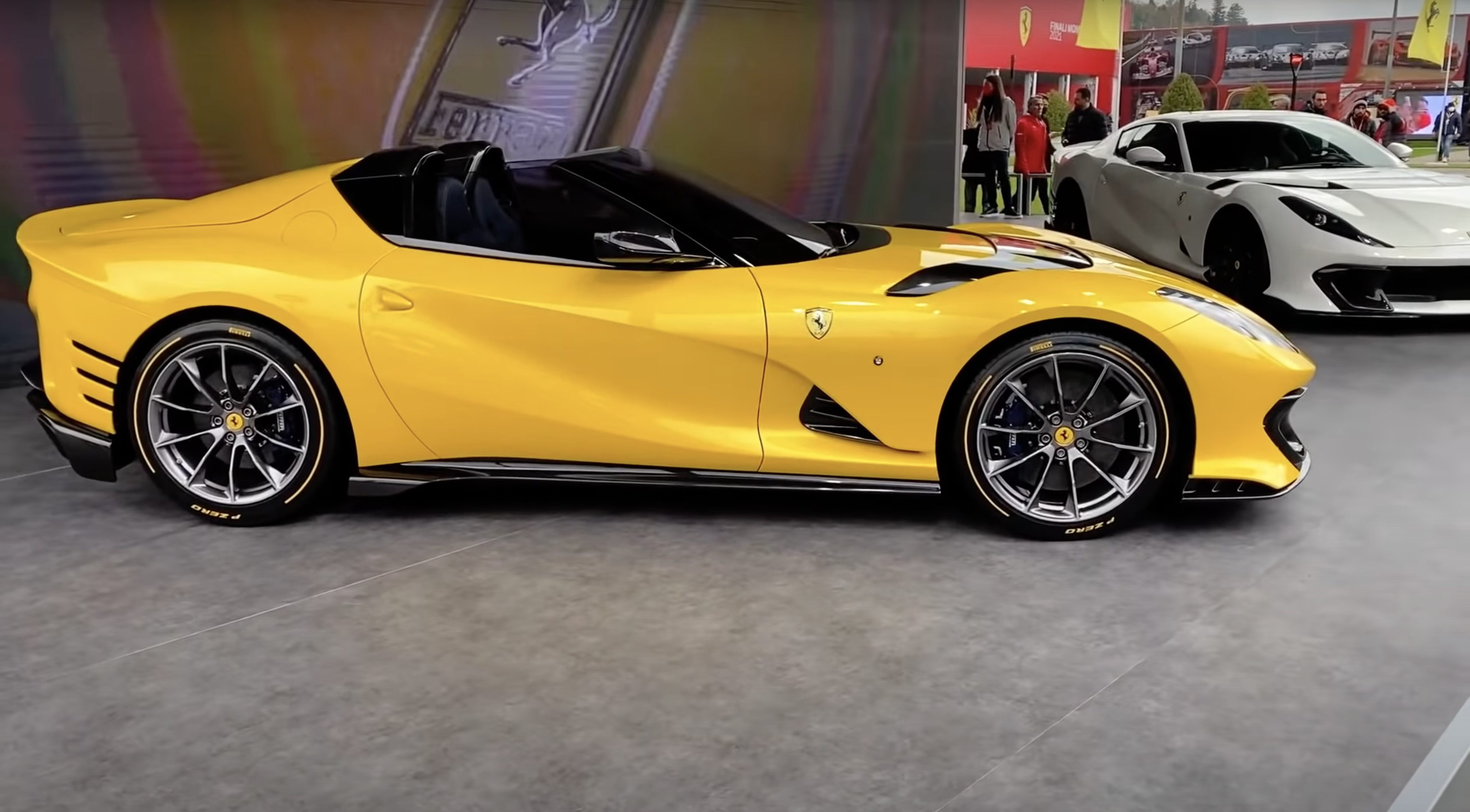
812 Competizione

La vettura migliora sotto tutti i punti di vista dinamici e tecnici, in particolare, oltre al peso minore e la maggiore potenza merita d'essere menzionato il miglioramento effettuato sul cambio: i tempi di cambiata, infatti, sono stati ridotti del 5% rispetto alla vettura di serie.
La 812 Competizione è stata prodotta in due versioni: coupé in 999 esemplari e targa in 599 esemplari denominata "812 Competizione A" dove A sta per “Aperta". 
Quest'ultima è dotata di una soluzione per il tetto completamente differente da quella della 812 GTS: non presenta infatti un tettuccio ripiegabile elettronicamente come la 812 GTS, bensì un "hardtop" rimovibile manualmente e stivabile nel baule, soluzione che non compromette le prestazioni in pista.
L'estetica delle due versioni, coupé e targa, differisce lievemente: a cambiare è soprattutto la parte posteriore del padiglione.

## Modelli derivati
Dalla vettura sono state derivate diversi modelli speciali realizzati in tiratura limitata o come esemplari unici, come la Ferrari Omologata. Fra i modelli derivati, c'è anche la Ferrari Monza SP.

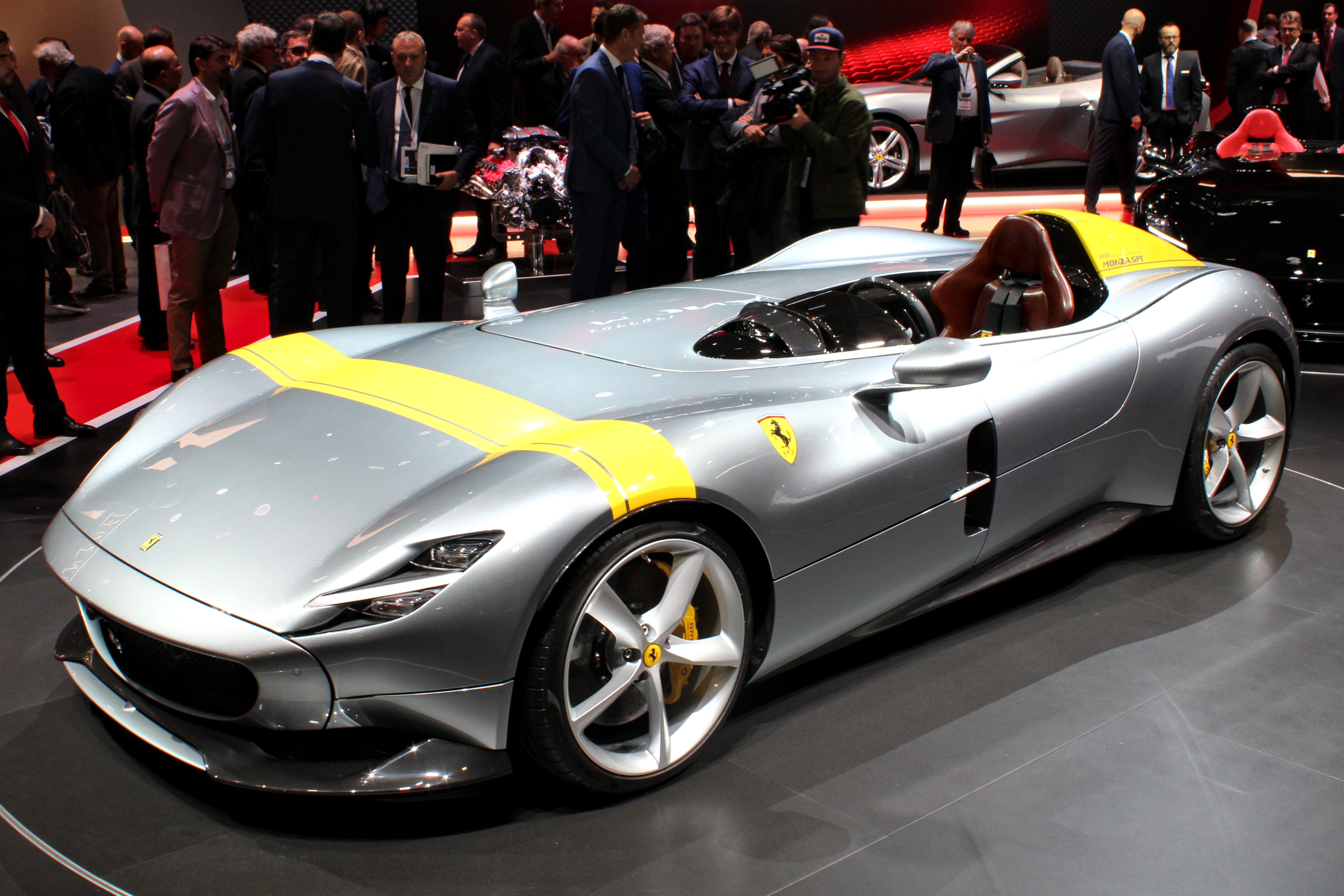
Ferrari Monza SP1

Presentata il 18 settembre 2018 a Maranello la Ferrari Monza SP1 e SP2 è una barchetta che richiama le omonime 750 e 860 degli anni cinquanta. La Monza, infatti, è il primo modello del cosiddetto progetto Icona: vetture extra serie ispirate alle vecchie vetture sportive del cavallino.